# Джордан Гаваріс
Джордан Гаваріс (англ. Jordan Gavaris; нар. 25 вересня 1989, Каледон, Онтаріо, Канада) — канадський актор, найбільш відомий по ролі Фелікса Докінза в телесеріалі «Чорна сирітка».

## Раннє життя
Гаваріс народився у Каледоні, Онтаріо, Канада. Його батько — іммігрант з Греції, а мати — уродженка Канади північноєвропейського походження. Режисер і сценарист Коста-Гаврас — його далекий родич. Гаваріс є молодшим із трьох дітей у родині. Він закінчив старшу школу у 2007 році. Його першою роботою була посада у магазині відеопрокату.

## Кар'єра
Гаваріс дебютував у кіно в канадському незалежному фільмі «45 R. P. M.». У 2010 році він виконав одну з головних ролей у серіалі Cartoon Network «Неймовірна історія».
З 2013 по 2017 рік знімався в серіалі «Чорна сирітка», де виконував роль Фелікса Докінза. Ця роль принесла йому похвалу від критиків, зокрема — за його англійський акцент. Гаваріс двічі ставав лауреатом головної канадської премії — «Canadian Screen Awards», вигравши нагороди за кращу чоловічу роль другого плану в драматичному серіалі в 2014 і 2015 роках.
У 2016 році зіграв у фільмі «Море дерев» режисера Ґаса Ван Сента разом з Меттью Макконехі, Кеном Ватанабе і Наомі Воттс.

## Особисте життя
Гаваріс — відкритий гей. З вересня 2012 року зустрічається з актором Девоном Грайе.

## Фільмографія
| Рік       |    | Українська назва             | Оригінальна назва             | Роль             |
| --------- | -- | ---------------------------- | ----------------------------- | ---------------- |
| 2008      | с  |                              | G2G: Got to Go                | Баррі            |
| 2008      | ф  |                              | 45 R. P. M.                   | Паррі Тандер     |
| 2009      | с  | Деграссі: Наступне покоління | Degrassi: The Next Generation | Нейтан           |
| 2010      | с  | Неймовірна історія           | Unnatural History             | Джаспер Бартлетт |
| 2013      | ф  | Прокляття Чакі               | Curse of Chucky               | кур'єр           |
| 2013      | с  | Надламані                    | Cracked                       | Грем Маккензі    |
| 2013—2017 | с  | Чорна сирітка                | Orphan Black                  | Фелікс Докінз    |
| 2016      | ф  | Море дерев                   | The Sea of Trees              | Ерік             |
| 2017      | ф  | Види під загрозою зникнення  | Maya Dardel                   | Кевін            |
| 2017      | кф |                              | Re: Possessed Homes           | Бен Кроуфорд     |
| 2022—2023 | с  |                              | The Lake                      | Джастін Лавджой  |
| 2024      | с  | Хитрощі                      | Hacks                         | Логан            |

## Нагороди[9]
| Рік  | Нагорода                  | Категорія                                                                      | Робота        | Результат |
| ---- | ------------------------- | ------------------------------------------------------------------------------ | ------------- | --------- |
| 2014 | Canadian Screen Award     | Краще виконання актором у ролі другого плану в драматичній програмі чи серіалі | Чорна сирітка | Перемога  |
| 2015 | Canadian Screen Award     | Краще виконання актором у ролі другого плану в драматичній програмі чи серіалі | Чорна сирітка | Перемога  |
| 2015 | ACTRA Award of Excellence | Кращий актор                                                                   | Чорна сирітка | Номінація |
| 2015 | ACTRA Toronto Award       | Видатне виконання — чоловіки                                                   | Чорна сирітка | Номінація |